# Sân bay quốc tế Asmara
Sân bay quốc tế Asmara, tên trước đây là Sân bay quốc tế Yohannes IV (IATA: ASM, ICAO: HHAS) là một sân bay ở Asmara, thủ đô Eritrea.
Năm 2004, sân bay này đã phục vụ 136.526 lượt khách (+11,8% so với năm 2003).
Sân bay này có năng lực hạt chế do nhà ga nhỏ, đường băng ngắn nên máy bay lớn phải sử dụng Sân bay quốc tế Massawa

## Các hãng hàng không và các tuyến bay
- EgyptAir (Cairo)
- Eritrean Airlines (Djibouti, Dubai, Frankfurt, Jeddah, Milan-Malpensa, Rome-Fiumicino)
- Lufthansa (Frankfurt, Jeddah)
- Nasair (Assab, Khartoum, Massawa, Nairobi)
- Saudi Arabian Airlines (Jeddah)
- Yemenia (Sana'a)